# プロフェッショナル・ベースボール・アカデミー
プロフェッショナル・ベースボール・アカデミー（Professional Baseball Academy）は、コメディアンで自らも野球を愛好する井手らっきょが主宰して2005年に設立された、小・中学生のための野球塾である。

## 歴史

### マネーの虎により出資
井手自ら、かつて放送されていた日テレの番組『マネーの虎』に出演し、プロ野球OBを講師に迎えて、将来の野球界を担う人材を育成する少年少女を対象とした専門学校を設立したいとプレゼンテーションを行った。経営者としての経験がないため、堀之内九一郎から批判されたものの、小林敬から270万円投資、岩井良明から1000万円投資、高橋がなりから1000万円投資、で、合計2270万円の資金を獲得した。
2005年、それを元手に、有限会社裸裸裸（ららら）を設立。井手が代表取締役社長に、秦真司、浅井裕詞が取締役にそれぞれ就任した。

### アカデミー開校
当初は神奈川県に設置する予定であったが、建築基準法などの関係で建設できなかったため、井手の故郷である熊本県熊本市に場所を移して開校。地元を中心にした小・中学生の野球競技者が入学した。室内練習場には東京ドームなどで採用されている新型人工芝・フィールドターフを敷設している。
2005年の開校時は岩井が代表取締役、井手が校長、秦が副校長になり、今井譲二（元広島）、御船英之（元ダイエー → 広島 → 近鉄）が指導者として所属（今井・御船ともに熊本県出身）。また、名誉顧問として古葉竹識（元広島・大洋監督）、アドバイザーとして松永浩美（元阪急・オリックス → 阪神 → ダイエー）が就いている。

### その後の運営
時期は不明であるが、井手は既にプロフェッショナル・ベースボール・アカデミーの運営からは手を引き、さらに2017年には有限会社裸裸裸を閉鎖。現在は有限会社西日本物流サービスが運営会社となっている（ホームページで井手、岩井のコメントは削除されている）。2016年時点でのコーチは、松崎秀昭（元南海〜ダイエー）、右田一彦（元大洋、ロッテ）・右田雅彦（元南海〜ダイエー、阪神）兄弟、三輪龍治の4名。2022年時点での校長は今井、名誉顧問は古葉、コーチは松崎、右田一彦、高野一哉（元ドジャース傘下）の3名。

## 出身者
2008年には同校に所属した猪本健太郎がドラフト会議（育成選手ドラフト）で福岡ソフトバンクホークスから3巡目に指名され、初のプロ野球選手となった。
2010年、同校出身の高野一哉がロサンゼルス・ドジャースとマイナー契約を結ぶ。
2013年、同校出身の岩貞祐太がドラフト1巡目で阪神タイガースに入団した。2019年オフに熊本に帰省した際には、指導を仰いでいた今井譲二の計らいで室内練習場を自主トレで利用している。
2017年、同校出身の村上宗隆がドラフト1巡目で東京ヤクルトスワローズに入団した。2022年に、村上がNPB史上最年少三冠王の活躍を見せた際には、校長の今井が取材に応じている。
2019年、同校出身の川野涼多がドラフト4巡目で埼玉西武ライオンズに、荒木翔太が育成ドラフト6巡目で福岡ソフトバンクホークスに入団した。